# أنا غرووت
أنا غرووت (بالإنجليزية: I Am Groot)‏ هو مسلسل رسوم متحركة أمريكي قادم،من المقرر عرضه على ديزني+، استنادا إلى شخصية (غروت في مارفل كومكس). يتميز بشخصيات من عالم مارفل السينمائي (MCU). تتكون السلسلة من إنتاجات قليلة بواسطة استوديوهات مارفل، حيث تشغل كيرستن ليبور دور مخرج المسلسل  .ومن المقرر أن يبث المسلسل لأول مرة على ديزني+ في عام 2022، كجزء من المرحلة الرابعة من عالم مارفل السينمائي.